# Plan de Prevención y Protección Antiterrorista

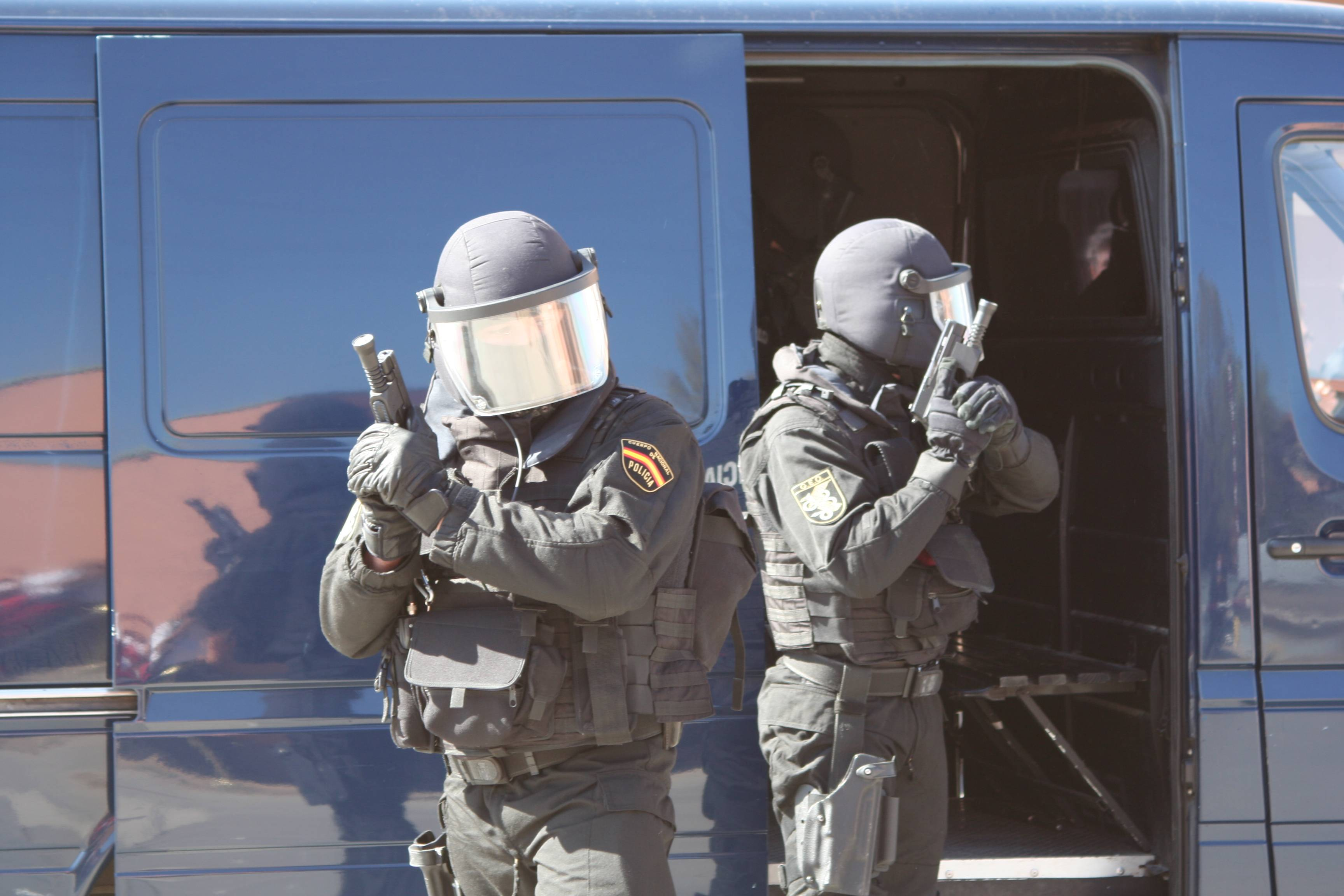
Despliegue del GEO

El Plan de Prevención y Protección Antiterrorista (PPPA) es el sistema nacional de alerta antiterrorista en España. El sistema se define en cinco niveles de amenaza terrorista.

## Niveles de alerta
(Pendiente de actualización de objetivos específicos de cada nivel según la nueva estructura aprobada el día 27/05/2015 por el Ministerio del Interior)
| Nivel de alerta | Color    | Significado |
| --------------- | -------- | --- |
| 1               | Verde    | Riesgo bajo. Se establece cuando no existe ningún riesgo de atentado o la posibilidad es remota. Mantiene a los servicios de seguridad en situación de normalidad. Se implementan medidas genéricas "de identificación de potenciales objetivos terroristas" |
| 2               | Amarillo | Riesgo moderado. Supone un aumento de la vigilancia casi invisible, centrado en las potenciales amenazas y se centran en "asegurar un óptimo control de los posibles objetivos de atentado terrorista". |
| 3               | Naranja  | Riesgo medio. En este nivel el Cuerpo Nacional de Policía, la Guardia Civil y los cuerpos autonómicos aumentan la vigilancia y protección de centros sensibles. Incluye los centros estratégicos, como puedan ser centrales nucleares, y centros de transporte, como estaciones de tren o aeropuertos. |
| 4               | Rojo     | Riesgo alto. Mayor vigilancia callejera. Supone incrementar la presencia de agentes de las fuerzas y cuerpos de seguridad en las calles. Se movilizan unidades especiales de intervención, y potenciales objetivos como infraestructuras esenciales y aquellos sitios con gran afluencia de personas, son vigilados intensamente. |
| 5               | Negro    | Riesgo muy alto (ataque inminente). Advertencia a las Fuerzas Armadas. Se movilizan todos los efectivos necesarios para proteger al país. Aunque las principales tareas corresponden al Cuerpo Nacional de Policía, la Guardia Civil y los cuerpos autonómicos, las FF.AA. también reciben la comunicación del nivel de alerta para que incremente el nivel de protección sobre sus instalaciones. Además, en el caso de que los agentes de las Fuerzas de Seguridad tuviesen problemas para cubrir todos sus objetivos, los militares tendrían que colaborar en estas tareas. |

## Acontecimientos
- En junio de 2014, la alerta se elevó al nivel 3 debido a la proclamación de Felipe VI como nuevo rey de España.[1]
- Desde el 7 de enero de 2015,[2] la alerta se elevó al nivel 3 debido al atentado contra Charlie Hebdo en Francia.[3][4]
- El 27 de mayo de 2015 el Ministerio del Interior actualizó el Plan de Prevención y Protección Antiterrorista pasando de la estructura en cuatro niveles con dos intensidades (alta y baja) a una nueva clasificación en cinco niveles. En la nueva estructura, el Nivel 1 corresponde a riesgo bajo, el Nivel 2 a riesgo moderado, el Nivel 3 a riesgo medio, el Nivel 4 a riesgo alto y el Nivel 5 a riesgo muy alto.[5]
- El 26 de junio de 2015 se alcanzó el nivel de alerta 4 debido a los atentados producidos en Francia y en dos hoteles  de Túnez.
- El 13 de noviembre de 2015, debido a los atentados producidos en Francia que causaron 129 muertos y más de 300 heridos, se reunió el Consejo de Ministros para decidir si alzar o no el nivel de alerta pero, finalmente, se mantuvo el que ya había.
- El 17 de agosto de 2017, luego de los atentados de Cataluña de 2017, la alerta se mantuvo en el nivel 4. El ministro del Interior español, Juan Ignacio Zoido, en la reunión del 19 de agosto, decidió mantener el nivel 4 de alerta antiterrorista.[6]